# Marco Aurélio Ribeiro Barbieri
Marco Aurélio Ribeiro Barbieri (San Paolo, 27 marzo 1983) è un ex calciatore brasiliano, di ruolo difensore.

## Carriera

### Club
Il 1º gennaio 2017 viene acquistato a titolo definitivo dalla squadra cipriota dell'Arīs Limassol.

## Palmarès

### Club

#### Competizioni nazionali
- Campionato brasiliano: 1

Corinthians: 2005